# Fethiye
Fethiye (IPA: /fethije/) népszerű turistacélpont a török riviérán, Törökország égei-tengeri partvidékén, Muğla tartományban. A tartomány azonos nevű körzetének névadója is egyben. A körzet népessége 2008-ban 181 415, a város népessége 68 285 fő volt.

## Története
A város múzeumában megtekinthetőek a területen élt civilizációktól fennmaradt ereklyék, kezdve egészen a lüköktől napjainkig.
A város 1934-ig a Meğri (görögül Makri) nevet viselte, ekkor döntött úgy a városi vezetés, hogy a pilóta Teyyareci Fethi Bey után Fethiye-nek nevezik el a települést.
Fethiye az egykori görög Telmesszosz település romjaira épült, az 1900-as évekig főként görögök lakták, majd az 1923-as lakosságcsere során a görög lakosok elköltöztek, helyükre Trákiából telepítettek ide törököket.
1953. augusztus 3-án az Air France 152-es járata Rómából Bejrútba tartva a város előtti öbölbe zuhant, és a 34 utasból és 8 tagú személyzetből 4-en a Földközi-tengerbe fulladtak. A túlélőket a helyi lakosok mentették ki.
Fethiye sok földrengést élt át, de az 1957. és 1961. évi kiemelkedő volt ezek sorában. Az 1957. április 25-i 7,1-es magnitúdójú földrengésnek 67 halálos áldozata, valamint 3200 sérültje volt, de ezt követően a város újjáépült, és ekkor létesült egy új kikötő is.
Közigazgatásilag ide tartozik a Gemiler-sziget, mely régészek szerint Szent Miklós eredeti sírjának a helyszíne.

## Éghajlat, klíma
| Hónap                         | Jan. | Feb. | Már. | Ápr. | Máj. | Jún. | Júl. | Aug. | Szep. | Okt. | Nov. | Dec. | Év   |
| ----------------------------- | ---- | ---- | ---- | ---- | ---- | ---- | ---- | ---- | ----- | ---- | ---- | ---- | ---- |
| Átlagos max. hőmérséklet (°C) | 15,0 | 16,0 | 18,0 | 22,0 | 26,0 | 30,0 | 34,0 | 34,0 | 31,0  | 26,0 | 21,0 | 17,0 | 24,2 |
| Átlaghőmérséklet (°C)         | 10,0 | 10,0 | 12,0 | 15,0 | 19,0 | 23,0 | 26,0 | 26,0 | 23,0  | 19,0 | 14,0 | 11,0 | 17,4 |
| Átlagos min. hőmérséklet (°C) | 4,0  | 5,0  | 6,0  | 9,0  | 12,0 | 16,0 | 18,0 | 18,0 | 15,0  | 12,0 | 8,0  | 6,0  | 10,8 |
| Átl. csapadékmennyiség (mm)   | 225  | 165  | 101  | 56   | 30   | 19   | 5    | 3    | 19    | 89   | 156  | 247  | 1115 |
| Forrás:                       |      |      |      |      |      |      |      |      |       |      |      |      |      |

## Testvérvárosok
- Hévíz, Magyarország

## Galéria

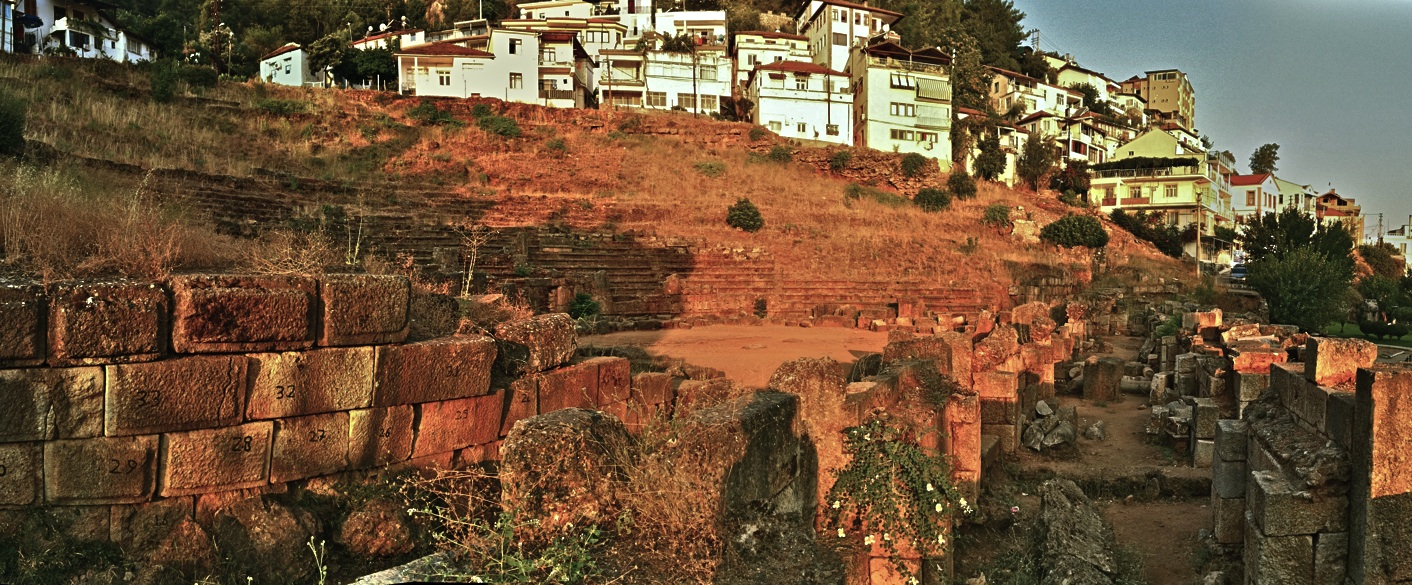
görög színház, 1992–95 között tárták fel
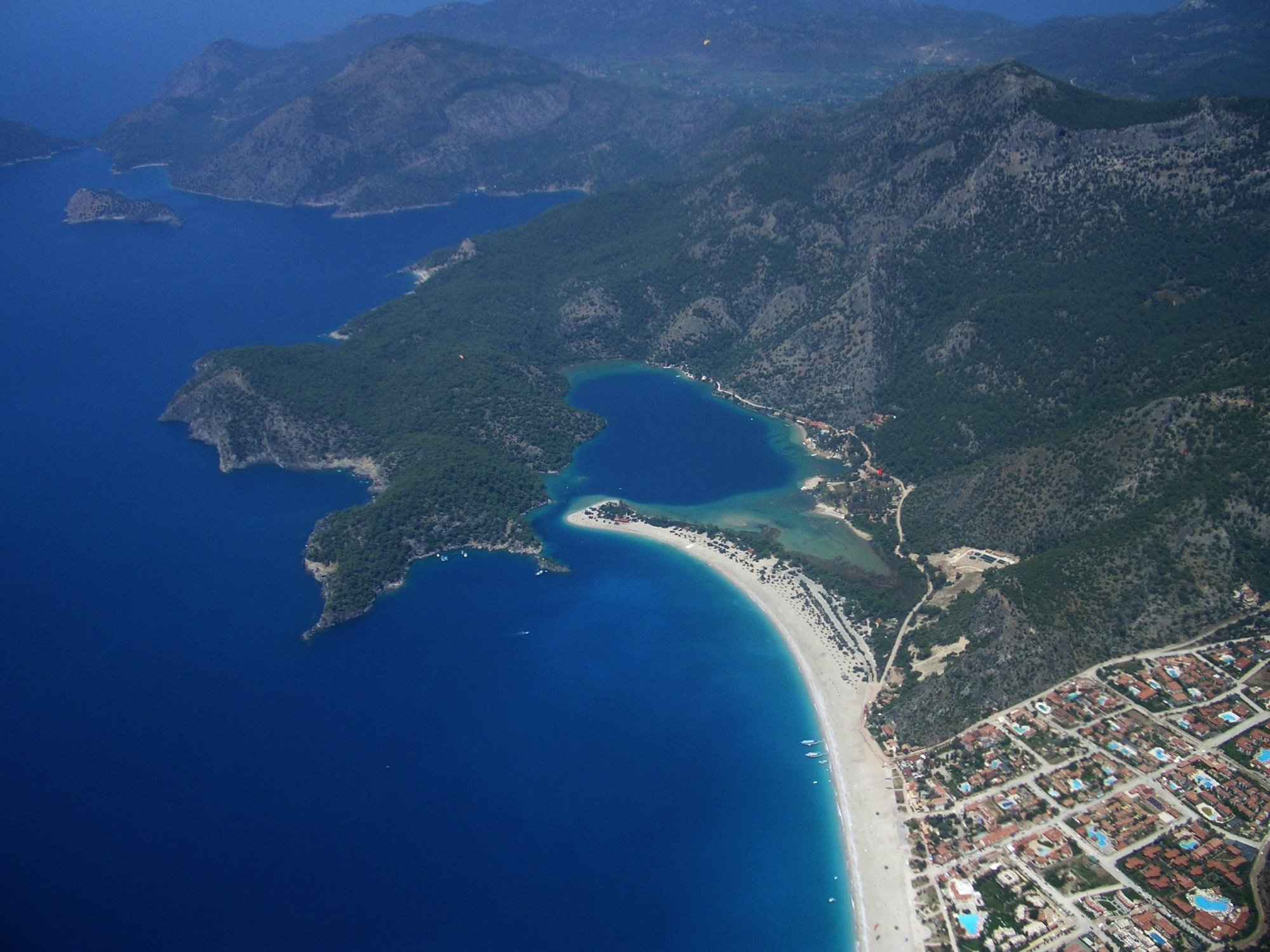
A török kék lagúna: az Ölüdeniz öböl
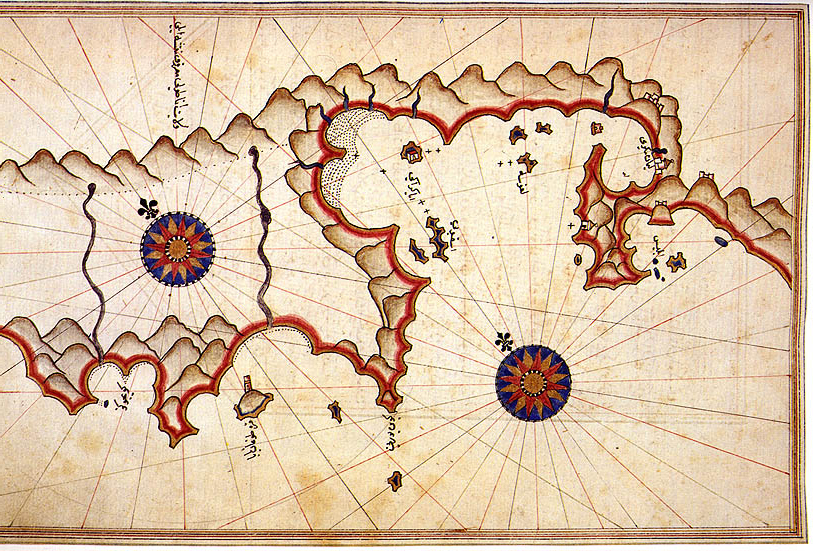
Piri reisz oszmán tengernagy térképe Fethiye környékéről
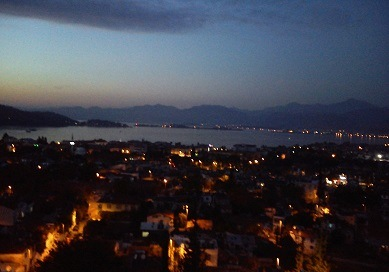
Fethiye városa éjjel

## Külső hivatkozások
- Fethiye (angolul)